# Estrées (Aisne)
Estrées es una comuna francesa situada en el departamento de Aisne, de la región de Alta Francia.

## Géografía
Está situada a 12 km al norte de San Quintín.

## Demografía
| 524 | 474 | 401 | 423 | 434 | 446 | 421 | 412 |
| Para los censos de 1962 a 1999 la población legal corresponde a la población sin duplicidades (Fuente: INSEE [Consultar]) |     |     |     |     |     |     |     |